# Ito konnyaku
El ito konnyaku (糸蒟蒻) és un aliment japonès que consisteix en konjac (Amorphophallus konjac) tallat en tiretes molt similars a fideus. Se sol vendre en bosses de plàstic acompanyades d'aigua. S'empra en el sukiyaki i l'oden o encara el nikujaga. El nom d'aquest aliment es tradueix literalment com a "fils-konjac", El ito-konnyaku no s'hauria de confondre amb el shirataki.